# Gabriel de Yturri
Gabriel de Yturri (Tucumán, Argentina, 12 de març de 1860 - Neuilly-sud-Seine, França, 6 de juliol de 1905) és conegut per haver estat el secretari i company de Robert de Montesquiou i amic de Marcel Proust.

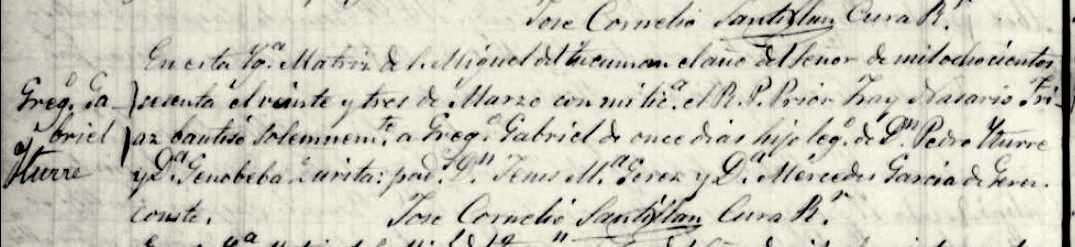
Gabriel de Yturri, certificat de baptisme

Les referències sobre Gabriel de Yturri apareixen en les memòries de Paul Groussac, qui fou el seu professor a les aules del Col·legi Nacional de Tucumán. Era fill natural d'una dona molt humil, que es desvivia per vestir el seu fill amb les millors robes que arribaven a Tucumán. En les seves memòries, Groussac relata com en una representació escolar Yturri es va vestir amb robes femenines i va actuar amb tal versemblança que va provocar un escàndol entre l'alumnat i la conservadora societat tucumana. Davant les burles dels seus companys va fugir de Tucumán al costat d'una companyia de circ rumb a Buenos Aires. Vers el 1881, amb la intenció d'estudiar en un col·legi dominic, viatjà a Portugal, al costat d'un amic de la família: el capellà Vaughan. No es té una altra referència de la seva vida fins al 1883, en què reapareix a París. Yturri es va establir allí i va servir de secretari del baró Doasan.
El 1885 va conèixer a Robert de Montesquiou i es va convertir en un dels seus secretaris, el seu confident i el seu company. La qüestió de si també van ser amants és discutida: alguns afirmen que sí, mentre que uns altres sostenen que la seva relació va ser més aviat platònica, i que Montesquiou hauria triat mantenir-se cast per no donar motiu a l'escàndol. Així i tot, la relació va ser cruelment criticada: a la mort d'Yturri, va recórrer París la frase Mort Yturri, te salue, tante, pronunciat en francès sona similar a: Morituri te salutant, encara que significa «Mort Yturri, et saludo, boja».
Va morir de diabetis el 1905. La seva desaparició va afectar profundament Montesquiou. Tres anys després de la seva mort, Montesquiou va fer publicar en memòria seva una antologia de testimoniatges, poemes i correspondència sota el títol Le Chancelier de fleurs, douze stations d'amitié, amb un tiratge de cent exemplars.